# Enrico Barone
Enrico Barone (Napoli, 22 dicembre 1859 – Roma, 14 maggio 1924) è stato un militare, storico ed economista italiano.

## Biografia

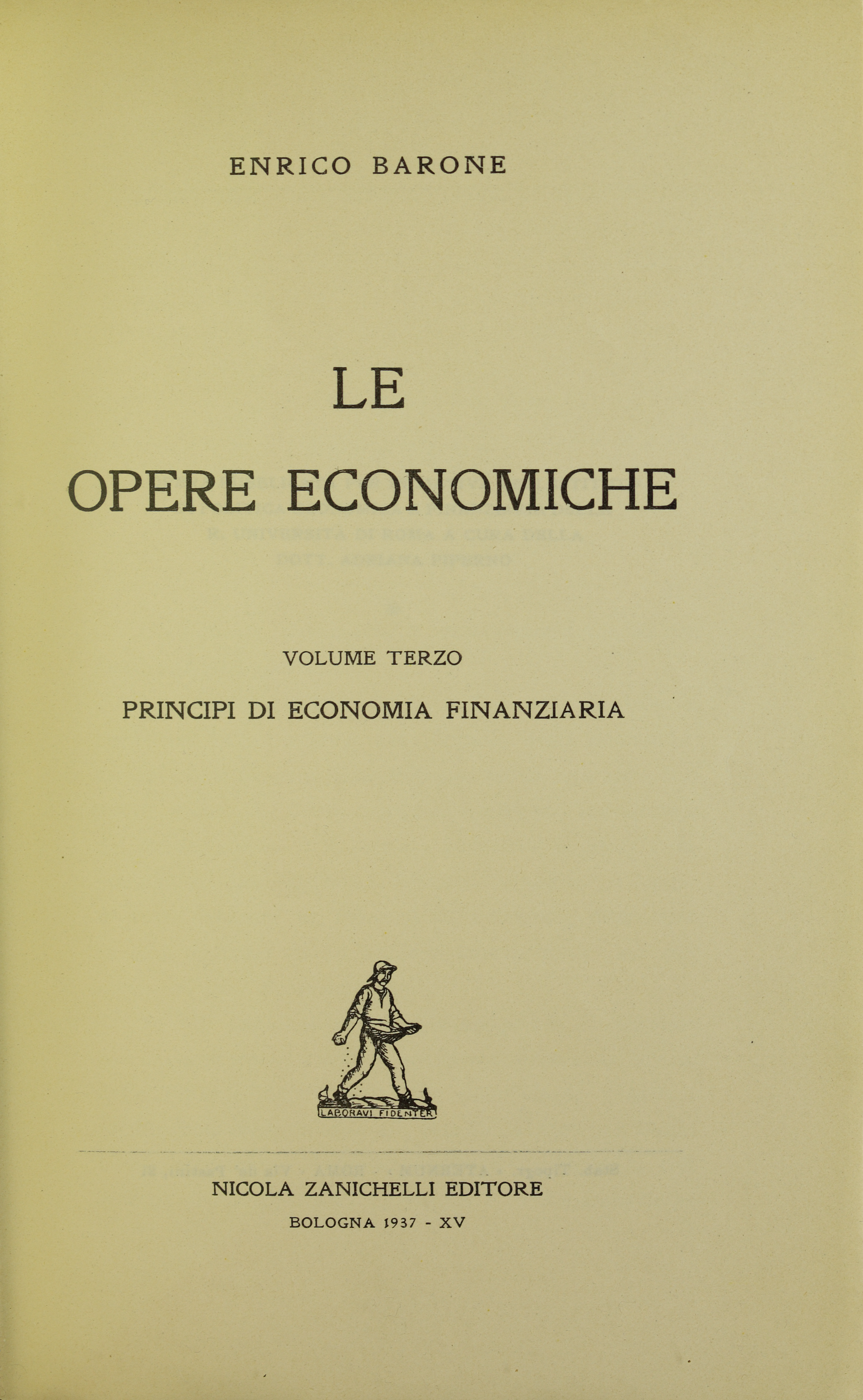
Principi di economia finanziaria, 1937

Nato a Napoli da Giovanni e da Carolina De Liguori, effettuò studi classici e di matematica alla Scuola Militare Nunziatella intorno al 1874. Successivamente passato all'Accademia Militare, vi conseguì la nomina a sottotenente del Regio Esercito. Nel 1884, tenente di artiglieria, entrò come studente alla Scuola superiore di Guerra, da cui uscì nel 1886 col grado di capitano.
Nel 1882 pubblicò il testo Come operino i grandi eserciti e negli anni successivi collaborò con articoli alla Rivista militare. Con il grado di tenente colonnello di Stato Maggiore, a partire dal 1894 insegnò storia militare per otto anni presso la Scuola superiore di Guerra di Torino. Scrisse una serie di importanti lavori di storia militare sulle guerre napoleoniche e su von Moltke, nei quali impiegò il metodo delle approssimazioni successive appreso durante i suoi studi di economia. Nel 1902 divenne capo dell'Ufficio storico dello Stato Maggiore e nel 1903 fu promosso colonnello. Si dimise dallo Stato Maggiore nel 1906 per divergenze con il Capo di Stato Maggiore Tancredi Saletta circa la difesa dei confini nord-orientali italiani. Barone studiava la storia integrandola con elementi di statistica, economia, sociologia, etnografia e demografia.
A partire dal 1894 collaborò con Maffeo Pantaleoni e Vilfredo Pareto al Giornale degli Economisti.
Nel 1902 ottenne la libera docenza in economia ed insegno in alcuni istituti superiori romani.
Barone fu anche condirettore de Il Popolo romano e collaborò con il Corriere della Sera e Il Giornale d'Italia.
Il 17 novembre 1905 fu iniziato in Massoneria nella Loggia Giovanni Bovio di Roma, dipendente dal Grande Oriente d'Italia, e il 30 gennaio 1906 divenne Maestro.

## Opere
- Enrico Barone, Principi di economia politica, Bologna, Nicola Zanichelli casa editrice, 1936. URL consultato il 23 giugno 2015.
- Enrico Barone, Scritti vari, Bologna, Nicola Zanichelli casa editrice, 1936. URL consultato il 23 giugno 2015.
- Enrico Barone, Principi di economia finanziaria, Bologna, Nicola Zanichelli casa editrice, 1937. URL consultato il 23 giugno 2015.

## Contributi
Barone è autore di diversi contributi alle scienze economiche, tra cui un famoso teorema su gettito fiscale ed imposte che porta il suo nome.

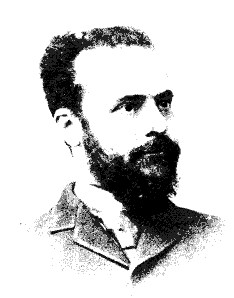
L'economista e sociologo Vilfredo Pareto

È stato il primo a definire le condizioni in cui un mercato retto da un regime di concorrenza perfetta è "Pareto efficiente".  Ampliò il concetto di "Pareto efficienza", deducendo che non tutti i perdenti possono essere compensati per le deviazioni dalle condizioni di equilibrio competitivo. Ha introdotto le proporzioni a fattore variabile nell'economia neoclassica, contribuendo alla teoria della produttività marginale, di cui è considerato il padre. Ha esteso le condizioni di equilibrio economico generale nella teoria walrasiana, suggerendo la fattibilità del movimento prova ed errore verso l'equilibrio di mercato. È stato un pioniere della teoria economica degli indici, tutto ciò senza l'uso delle curve di utilità o indifferenza
Barone è stato descritto come "uno dei fondatori della teoria pura dell'economia socialista." Nel 1908, presentò un modello matematico per l'economia collettivista secondo il quale determinate condizioni, successivamente identificate con i prezzi ombra, dovevano essere soddisfatte al fine di raggiungere il "massimo benessere collettivo". Quest'ultimo corrisponde al prezzo di produzione al costo minimo dall'efficienza di Pareto raggiunta in equilibrio competitivo. Egli mise in evidenza che tale risultato non poteva essere raggiunto a priori ma solo attraverso la sperimentazione su ampia scala con grandi richieste in termini di raccolta dati, anche assumendo la fissità delle relazioni produttive. Con questi assunti, egli suggerì che il movimento verso l'efficienza economica in un'economia collettivista non fosse inconcepibile. Per tale regime, qualunque fosse la regola di distribuzione adottata dal Ministero della Produzione, le stesse categorie economiche sarebbero riapparse in termini di prezzi, salari, interesse, affitto, profitto, risparmio, etc., sebbene forse con nomi differenti. La sua analisi, e le risposte degli economisti austriaci, alimentarono la discussione sul problema di calcolo economico ed il socialismo di mercato negli anni trenta del XX secolo. Il suo metodo, inoltre, anticipò la formulazione da parte di Abram Bergson della funzione di social welfare tre decenni dopo.